# Basler Kantonalbank
Basler Kantonalbank (Banco Cantonal de Basilea) es un banco cantonal suizo que es uno de los 24 bancos cantonales que sirven a los 26 cantones de Suiza. Fundado en 1899, en 2019 el Basler Kantonalbank tenía 15 sucursales con 842 empleados; los activos totales del banco eran de CHF 27.305 millones. Basler Kantonalbank tiene sus préstamos garantizados por el estado.

## Historia
Desde 1999, tiene la mayoría de la propiedad del Bank Cler (antiguo Coop Bank).
En octubre de 2012 el CEO del banco, Hans Rudolf Matter, dimitió después de que 620 clientes perdieran más de 100 millones CHF en un escándalo que involucró inversiones de ASE. Finalmente el número de clientes afectados ascendió a 1500.
En 2013, el presidente Andreas Albrecht fue forzado a dimitir después de que la Autoridad Suiza Supervisora del Mercado Financiero (FINMA) determinó que el banco había manipulado sus propios certificados de participación. El 21 de noviembre de 2013, el BKB fue obligado a pagar 2,6 millones CHF que había ganado a través de estas vendas impropias.

## Organización
El cuerpo de gobierno más alto del Basler Kantonalbank es el Consejo del Banco. Este consejo tiene 9 miembros, con Adrian Bult como actual presidente. La responsabilidad operacional recae en el Consejo de administración, que tiene seis miembros y actualmente está encabezado por Heeb (CEO).